# بانک بی‌تی‌ای
بانک بی‌تی‌ای (قزاقی: BTA Banki) شرکت خدمات مالی و بانکداری قزاقستانی است، که در سال ۱۹۹۱ تأسیس شد.